# Driekoningenkerk (Oudler)

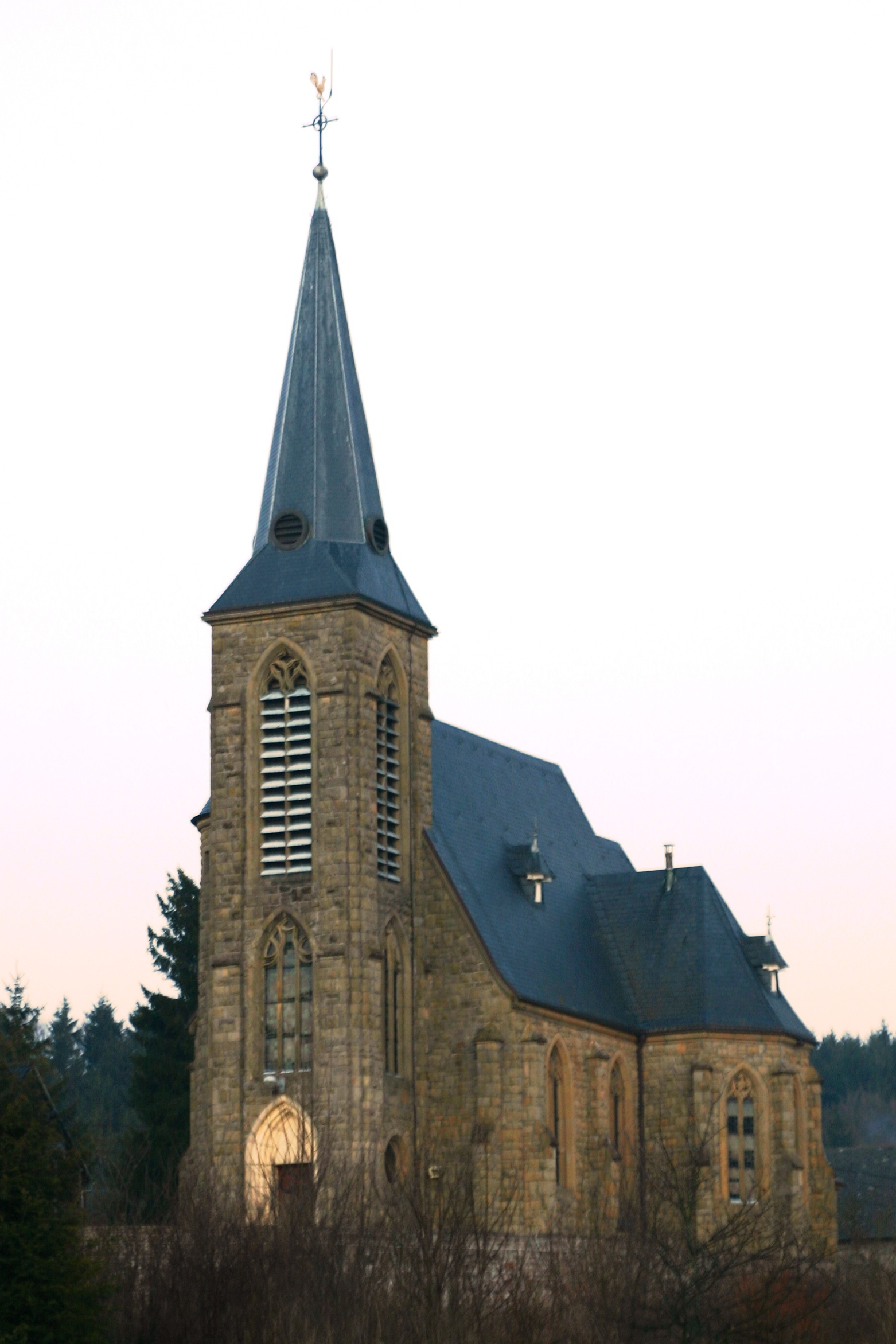
Driekoningenkerk

De Driekoningenkerk (Duits: Kirche Heilige drei Könige) is de parochiekerk van de tot de Luikse gemeente Burg-Reuland behorende plaats Oudler.

## Geschiedenis
Een eerste kapel werd gebouwd in 1705. Deze werd gebouwd omdat de weg naar Thommen, tot dan de kerk voor de bewoners van Oudler, zwaar en soms gevaarlijk was. In 1906 werd een pastorie gebouwd, waarin de vicaris van Thommen werd gehuisvest. Deze was tot 1924 de bediener van het bedehuis. In 1923 werd begonnen met de bouw van de nieuwe parochiekerk, welke in 1924 werd ingewijd. Het betreft een neogotische kruiskerk met voorgebouwde toren, opgetrokken uit natuursteenblokken.